# Funkcja błędu

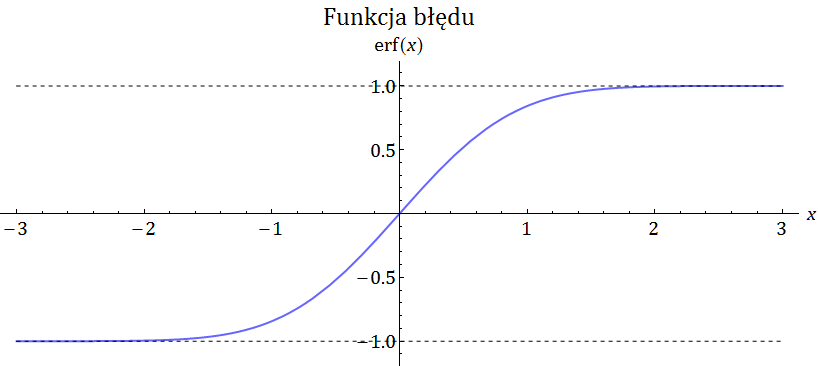
Wykres funkcji błędu

Wykres funkcji błędu (2)

Funkcja błędu Gaussa – funkcja nieelementarna, która występuje w rachunku prawdopodobieństwa, statystyce oraz w teorii równań różniczkowych cząstkowych. Jest zdefiniowana jako
{\displaystyle \operatorname {erf} (x)={\frac {2}{\sqrt {\pi }}}\int _{0}^{x}e^{-t^{2}}\,\mathrm {d} t.}
Funkcja {\displaystyle \operatorname {erf} } jest ściśle związana z uzupełniającą funkcją błędu {\displaystyle \operatorname {erfc} {:}}
{\displaystyle {\begin{aligned}\operatorname {erfc} (x)&\equiv 1-\operatorname {erf} (x)\\&={\frac {2}{\sqrt {\pi }}}\int _{x}^{\infty }e^{-t^{2}}\,\mathrm {d} t.\end{aligned}}}
Definiuje się także zespoloną funkcję błędu {\displaystyle w(x),} nazywaną także funkcją Faddiejewej:
{\displaystyle w(x)=e^{-x^{2}}\operatorname {erfc} (-ix).}

## Najważniejsze własności i zastosowania
Funkcja błędu jest nieparzysta:
{\displaystyle \operatorname {erf} (-z)=-\operatorname {erf} (z).}
Ponadto należy zauważyć, że prawdziwe jest równanie:
{\displaystyle \operatorname {erf} (z^{*})=(\operatorname {erf} (z))^{*},}
gdzie {\displaystyle z^{*}} oznacza sprzężenie zespolone liczby {\displaystyle z.}
Dla osi rzeczywistej funkcja błędu przyjmuje następujące granice:
{\displaystyle \operatorname {erf} (\pm \infty )=\pm 1,}
natomiast dla osi urojonej:
{\displaystyle \operatorname {erf} (\pm i\infty )=\pm i\infty .}
Funkcja błędu jest ściśle związana z rozkładem normalnym Gaussa. Można to zauważyć, wyliczając pochodną i funkcję pierwotną funkcji błędu:
{\displaystyle {\frac {d}{dz}}\operatorname {erf} (z)={\frac {2}{\sqrt {\pi }}}e^{-z^{2}},}
{\displaystyle F(z)=z\,\operatorname {erf} (z)+{\frac {e^{-z^{2}}}{\sqrt {\pi }}}.}

## Szereg Taylora
Przez zapisanie prawej strony definicji jako szereg Taylora i całkowanie, można dowieść, że
{\displaystyle {\begin{aligned}\operatorname {erf} (x)&={\frac {2}{\sqrt {\pi }}}\sum _{n=0}^{\infty }{\frac {(-1)^{n}x^{2n+1}}{(2n+1)n!}}\\&={\frac {2}{\sqrt {\pi }}}\left(x-{\frac {x^{3}}{3}}+{\frac {x^{5}}{10}}-{\frac {x^{7}}{42}}+{\frac {x^{9}}{216}}-\ \ldots \right)\end{aligned}}}
dla każdego rzeczywistego {\displaystyle x.}
Dla {\displaystyle |x|\ll 1,} wartość funkcji błędu można wygodnie wyliczyć z rozwinięcia
{\displaystyle {\begin{aligned}\operatorname {erf} (x)&={\frac {2}{\sqrt {\pi }}}e^{-x^{2}}\sum _{n=0}^{\infty }{\frac {2^{n}}{(2n+1)!!}}x^{2n+1}\\&={\frac {2}{\sqrt {\pi }}}e^{-x^{2}}\left(x+{\frac {2x^{3}}{1\cdot 3}}+{\frac {4x^{5}}{1\cdot 3\cdot 5}}+{\frac {8x^{7}}{1\cdot 3\cdot 5\cdot 7}}+\ldots \right),\end{aligned}}}
gdzie {\displaystyle k!!} oznacza silnię podwójną liczby {\displaystyle k.}
Dla {\displaystyle |x|\gg 1,} wygodne jest następujące rozwinięcie
{\displaystyle {\begin{aligned}\operatorname {erf} (x)&=1-{\frac {e^{-x^{2}}}{\sqrt {\pi }}}\sum _{n=0}^{\infty }{\frac {(-1)^{n}(2n-1)!!}{2^{n}}}x^{-2n-1)}\\&=1-{\frac {e^{-x^{2}}}{\sqrt {\pi }}}\left({\frac {1}{x}}-{\frac {1}{2x^{3}}}+{\frac {1\cdot 3}{4x^{5}}}-{\frac {1\cdot 3\cdot 5}{8x^{7}}}+\ldots \right).\end{aligned}}}

## Przybliżenie przy pomocy funkcji elementarnych
Jak można łatwo sprawdzić graficznie funkcje błędu można dobrze i zwięźle przybliżyć przez podobnie wyglądające i trochę zdeformowane funkcje cyklometryczne
i funkcje hiperboliczne typu tangens, tzn. {\displaystyle \operatorname {arctg} (x)} i {\displaystyle \operatorname {tgh} (x){:}}
{\displaystyle \operatorname {erf} (x)\approx {\frac {2}{\pi }}\operatorname {arctg} [2x(1+x^{4})]}
i
{\displaystyle \operatorname {erf} (x)\approx \operatorname {sgn}(x)\operatorname {tgh} [1{,}152|x|+0{,}064|x|^{4}].}
Są one więc także odwracalne poprzez rozwiązanie zredukowanego równania czwartego i piątego stopnia.
Także bardzo dokładne i odwracalne przybliżenie funkcji błędu (błąd poniżej 0,00035) można uzyskać poprzez deformacje odjęcia funkcji Gaussa od jedynki:
{\displaystyle \operatorname {erf} (x)\approx \operatorname {sgn}(x){\sqrt {1-e^{-\alpha (x)x^{2}}}},}
gdzie:
{\displaystyle \alpha (x)={\frac {{\frac {4}{\pi }}+ax^{2}}{1+ax^{2}}}}
jest przybliżeniem Padégo rzędu {\displaystyle (2,2)} z
{\displaystyle a={\frac {8(\pi -3)}{3\pi (4-\pi )}}\approx 0{,}140012}
zmieniającej się szerokości funkcji Gaussa.
Przybliżenie to można jeszcze poprawić, redukując błąd do {\displaystyle 1{,}5\times 10^{-5}}
{\displaystyle \operatorname {erf} (x)\approx \operatorname {sgn}(x)\left[{\sqrt {1-e^{-\alpha (x)x^{2}}}}-0{,}0026P(7{,}13|x|+0{,}0001,\lambda )\right],}
gdzie {\displaystyle P(x)} {\displaystyle (x>0)} jest uciąglonym przy pomocy wzoru Stirlinga rozkładem Poissona dla {\displaystyle \lambda =10{,}2}
{\displaystyle P(x,\lambda )=e^{-{\lambda }}\lambda ^{x}{\frac {1}{\sqrt {2\pi x}}}\left({\frac {e}{x}}\right)^{x}.}

## Tablica wartości
| x    | erf(x)    | erfc(x)   |      | x         | erf(x)    | erfc(x) |
| 0,00 | 0,0000000 | 1,0000000 | 1,30 | 0,9340079 | 0,0659921 |         |
| 0,05 | 0,0563720 | 0,9436280 | 1,40 | 0,9522851 | 0,0477149 |         |
| 0,10 | 0,1124629 | 0,8875371 | 1,50 | 0,9661051 | 0,0338949 |         |
| 0,15 | 0,1679960 | 0,8320040 | 1,60 | 0,9763484 | 0,0236516 |         |
| 0,20 | 0,2227026 | 0,7772974 | 1,70 | 0,9837905 | 0,0162095 |         |
| 0,25 | 0,2763264 | 0,7236736 | 1,80 | 0,9890905 | 0,0109095 |         |
| 0,30 | 0,3286268 | 0,6713732 | 1,90 | 0,9927904 | 0,0072096 |         |
| 0,35 | 0,3793821 | 0,6206179 | 2,00 | 0,9953223 | 0,0046777 |         |
| 0,40 | 0,4283924 | 0,5716076 | 2,10 | 0,9970205 | 0,0029795 |         |
| 0,45 | 0,4754817 | 0,5245183 | 2,20 | 0,9981372 | 0,0018628 |         |
| 0,50 | 0,5204999 | 0,4795001 | 2,30 | 0,9988568 | 0,0011432 |         |
| 0,55 | 0,5633234 | 0,4366766 | 2,40 | 0,9993115 | 0,0006885 |         |
| 0,60 | 0,6038561 | 0,3961439 | 2,50 | 0,9995930 | 0,0004070 |         |
| 0,65 | 0,6420293 | 0,3579707 | 2,60 | 0,9997640 | 0,0002360 |         |
| 0,70 | 0,6778012 | 0,3221988 | 2,70 | 0,9998657 | 0,0001343 |         |
| 0,75 | 0,7111556 | 0,2888444 | 2,80 | 0,9999250 | 0,0000750 |         |
| 0,80 | 0,7421010 | 0,2578990 | 2,90 | 0,9999589 | 0,0000411 |         |
| 0,85 | 0,7706681 | 0,2293319 | 3,00 | 0,9999779 | 0,0000221 |         |
| 0,90 | 0,7969082 | 0,2030918 | 3,10 | 0,9999884 | 0,0000116 |         |
| 0,95 | 0,8208908 | 0,1791092 | 3,20 | 0,9999940 | 0,0000060 |         |
| 1,00 | 0,8427008 | 0,1572992 | 3,30 | 0,9999969 | 0,0000031 |         |
| 1,10 | 0,8802051 | 0,1197949 | 3,40 | 0,9999985 | 0,0000015 |         |
| 1,20 | 0,9103140 | 0,0896860 | 3,50 | 0,9999993 | 0,0000007 |         |